# Marc-Antoine Grigho
 (décembre 2023).
Si vous disposez d'ouvrages ou d'articles de référence ou si vous connaissez des sites web de qualité traitant du thème abordé ici, merci de compléter l'article en donnant les références utiles à sa vérifiabilité et en les liant à la section « Notes et références ».
Marc-Antoine Grigho, en italien Marc' Antonio Grigho est un architecte originaire de Muggio, pieve de Balerna, dans le diocèse de Côme, dans le Tessin. Il était aussi surnommé Suizzero.

## Biographie
Il a d'abord travaillé à Gênes, puis il est appelé comme architecte par le prince de Monaco Louis Ier.
Il a construit le couvent des Visitandines à Monaco commandé par le prince et la princesse de Monaco. Le contrat est signé le 10 septembre 1665. Les travaux commencèrent en 1665 et durèrent dix ans.
Pour le palais princier de Monaco, il a construit la porta maestra et l'escalier de marbre à double révolution dans la cour du château. La construction est terminée avant 1679, date à laquelle il va travailler à Nice.
Les consuls de la ville de Nice lui commandent en août 1679, pour la petite aile du palais communal de Nice, un escalier intérieur à volées droites avec vestibule voûté et un portail monumental en marbre. Le portail est d'ordre toscan. Les travaux sont réalisés en 1680 et 1684 par les sculpteurs monégasques Dominique et François Mulciano. Il a aussi modifié la décoration des fenêtres de la façade latérale.
À partir de 1680, il termine la reconstruction de la cathédrale Sainte-Réparate commencée par Jean-André Guiberto. La cathédrale est consacrée le 30 mai 1699 par l'évêque Henri Provana de Leyni.
Il participe à un projet de brise-lames, à Nice.